# Helmovský jez

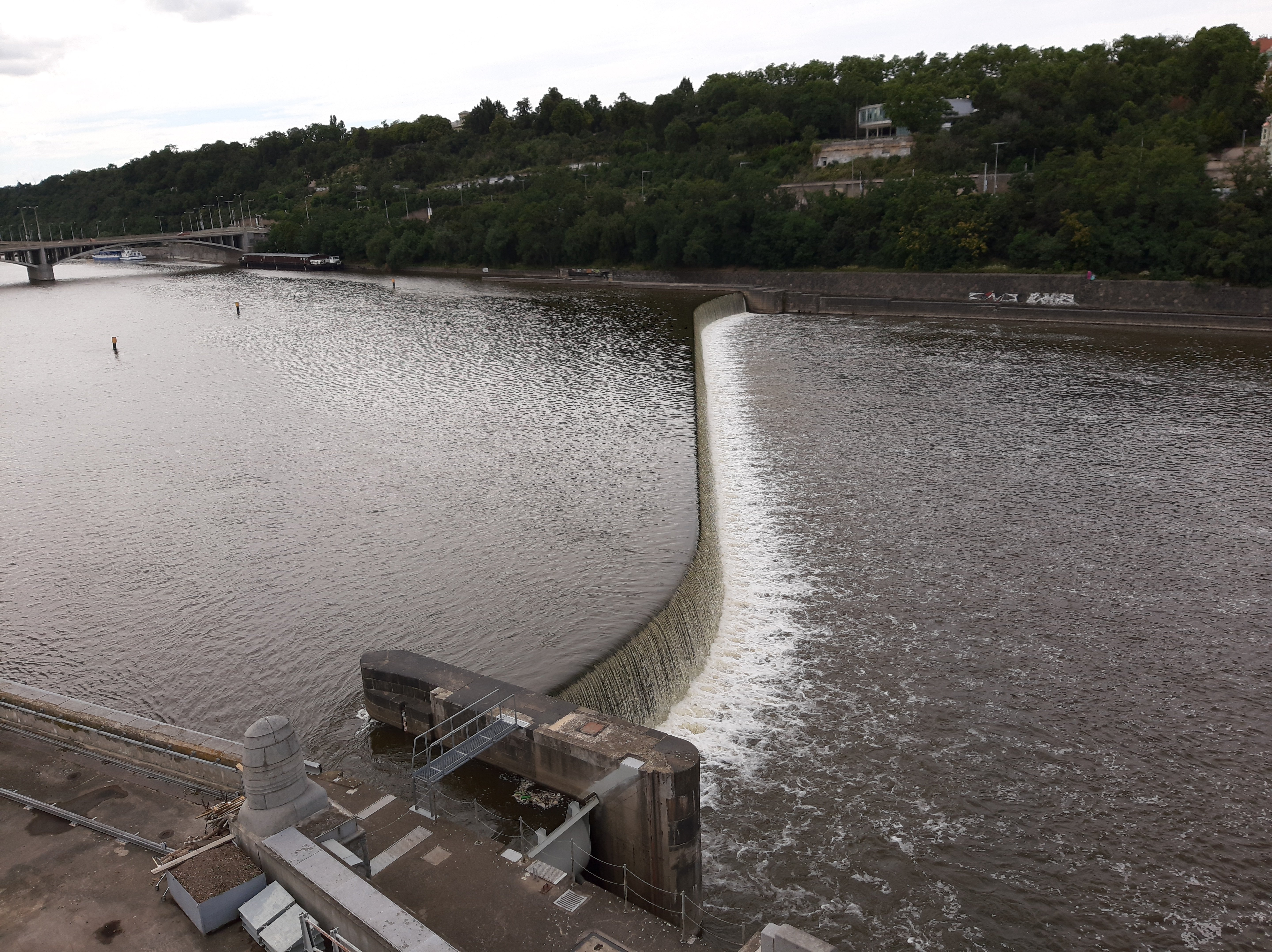
Helmovský jez, pohled z vodní elektrárny na Štvanici (2021)

Helmovský jez je jeden ze tří jezů v Praze na řece Vltavě, označovaných jako historické (dalšími jsou Šítkovský a Staroměstský). Nachází se v hlavním, severním rameni řeky  na říčním kilometru 51,2 nedaleko po proudu od Štefánikova mostu. Na jeho levém, severním okraji při nábřeží Kapitána Jaroše je propust (obvykle zavřená), pravý okraj je u malé vodní elektrárny na západním cípu ostrova Štvanice. Jez je součástí vodního díla Štvanice, označovaného i jako zdymadlo Štvanice.

## Historie a popis
Jez v těchto místech byl již ve středověku, původně vedl přes tři ramena tehdejšího toku Vltavy, byl dlouhý 550 metrů a nazýval se Novomlýnský. Ten byl při jedné z velkých povodní protržen a nebyl poté opraven, ale odstraněn, a místo něj bylo rozhodnuto vybudovat nový jez s vyšším vzdutím. Název nového jezu připomíná zaniklé Helmovy mlýny, které se nacházely v místech Klimentské ulice na pražském Novém Městě (budovy mlýnů byly zmiňovány již roku 1398, poslední budova byla zbořena v roce 1928); napájení jejich náhonu tehdejší jez zajišťoval. 
Jez je betonový, obložený kamennými kvádry, s obloženým prohloubeným vývarem pro přepadající vodu. Délka jezu je 165 m a výška jezu je 4,4 m. Má esovitě prohnutou korunu šikmo orientovanou doprava po proudu řeky. Vytváří zdrž s plochou téměř 45 ha a objemem více než 1,6 milionu m³. 
U levého okraje jezu je vorová propust široká 12 m, jedna z nejdelších propustí v Česku (boční zeď z kyklopského zdiva oddělující propust je dlouhá téměř 290 m). Ta se po délce rozšiřuje na 17 m. U Štvanického ostrova, vedle malé vodní elektrárny, je jez ukončen odlehčovací propustí 3,6 m širokou.
Pro lodní dopravu slouží k obeplutí ostrova Štvanice druhé rameno řeky, tedy při pravé straně ostrova. V jeho levé části za Hlávkovým mostem jsou vedle sebe dvě souběžné plavební komory, každá o šířce 11 metrů, přičemž větší (pravá) je rozdělena na dvě části o délce 97 a 72 metrů a menší (blíže k ostrovu) má délku 55 metrů. Výstavba plavebních komor byla součástí rozsáhlých úprav při splavňování Vltavy v letech 1907–1912; současně byl budován i Hlávkův most, byla odstraněna soustava ostrovů (Primátorský, Korunní, Jeruzalémský) s mlýny a byl upraven i tvar ostrova Štvanice. V roce 1929 pak byl zasypán i Rohanský kanál a zanikl také  Rohanský ostrov. 
Při rekonstrukci v letech 1984–1987 vznikl vpravo od plavebních komor ještě sportovní kanál pro vodní slalom, zásobovaný tzv. pohyblivým Helmovským jezem. Ten je skrytý pod karlínskou stranou Hlávkova mostu (před rekonstrukcí tu byl betonový pevný jez). Pohyblivý jez má jedno 54metrové pole, hrazené dvěma pohyblivými klapkami až na výšku 3,3 m.  

## Galerie

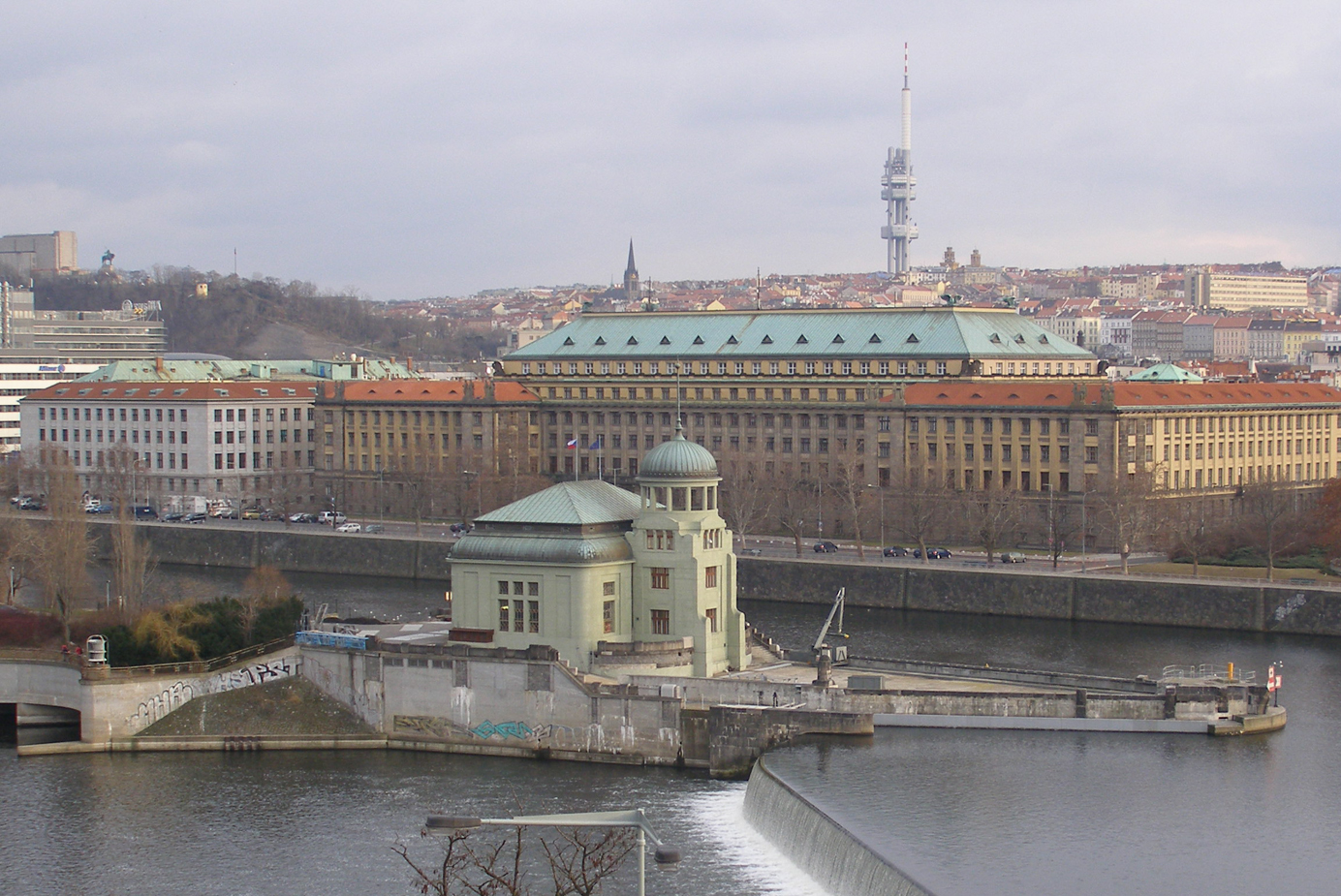
Vodní elektrárna na Štvanici (2009)
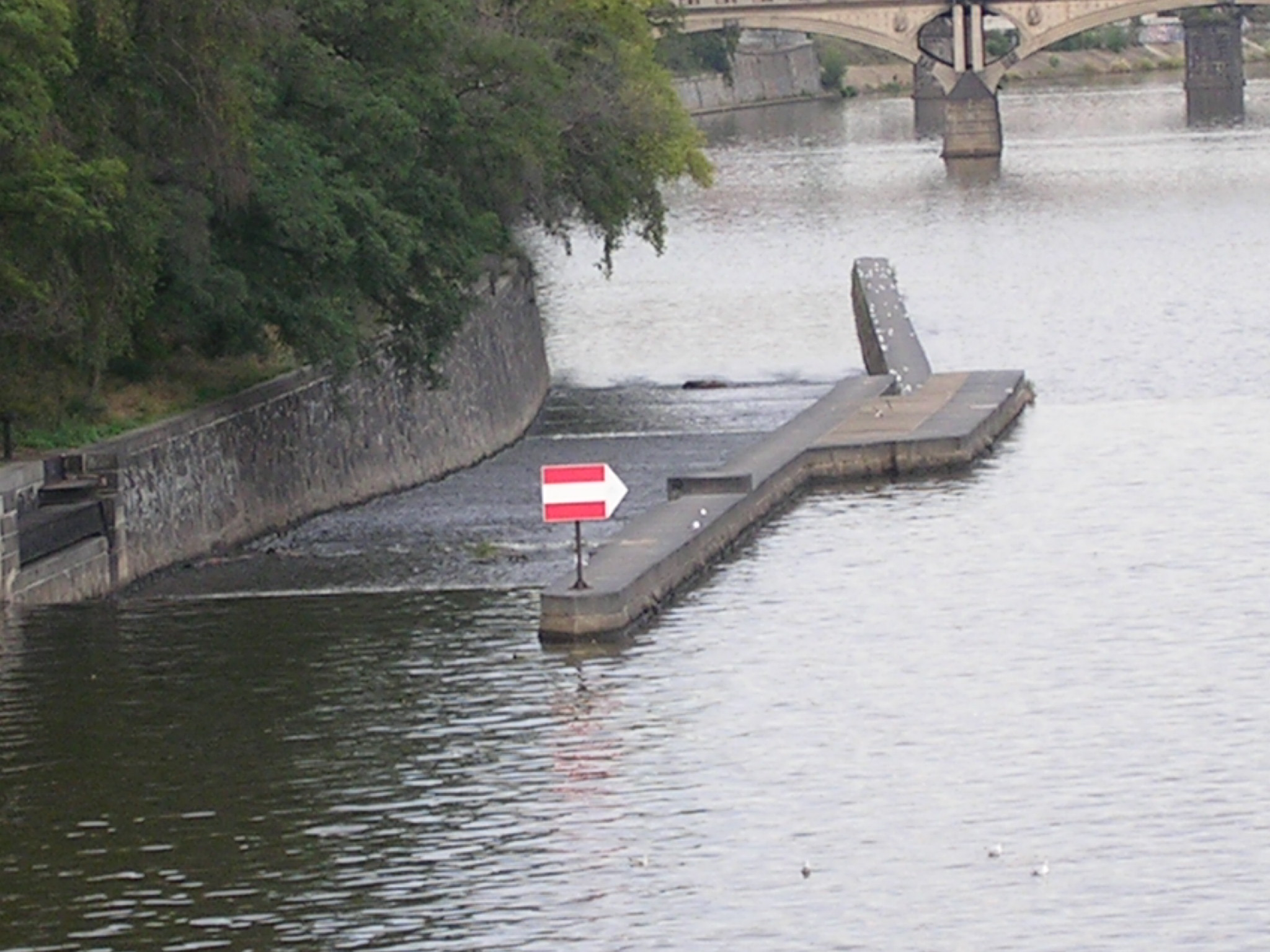
Propust u levého okraje jezu (2007)
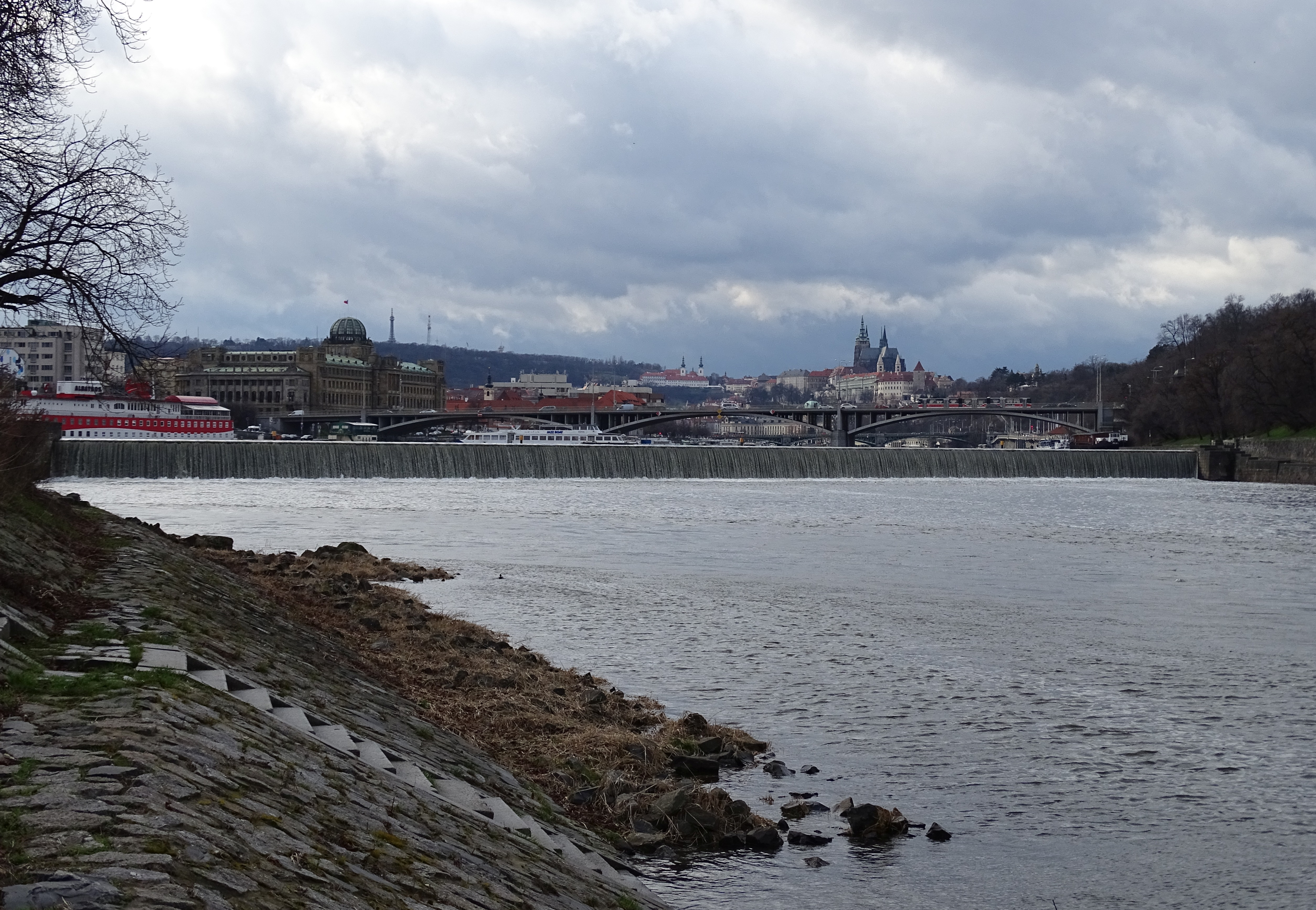
Helmovský jez, v pozadí Štefánikův most a Pražský hrad (2016)
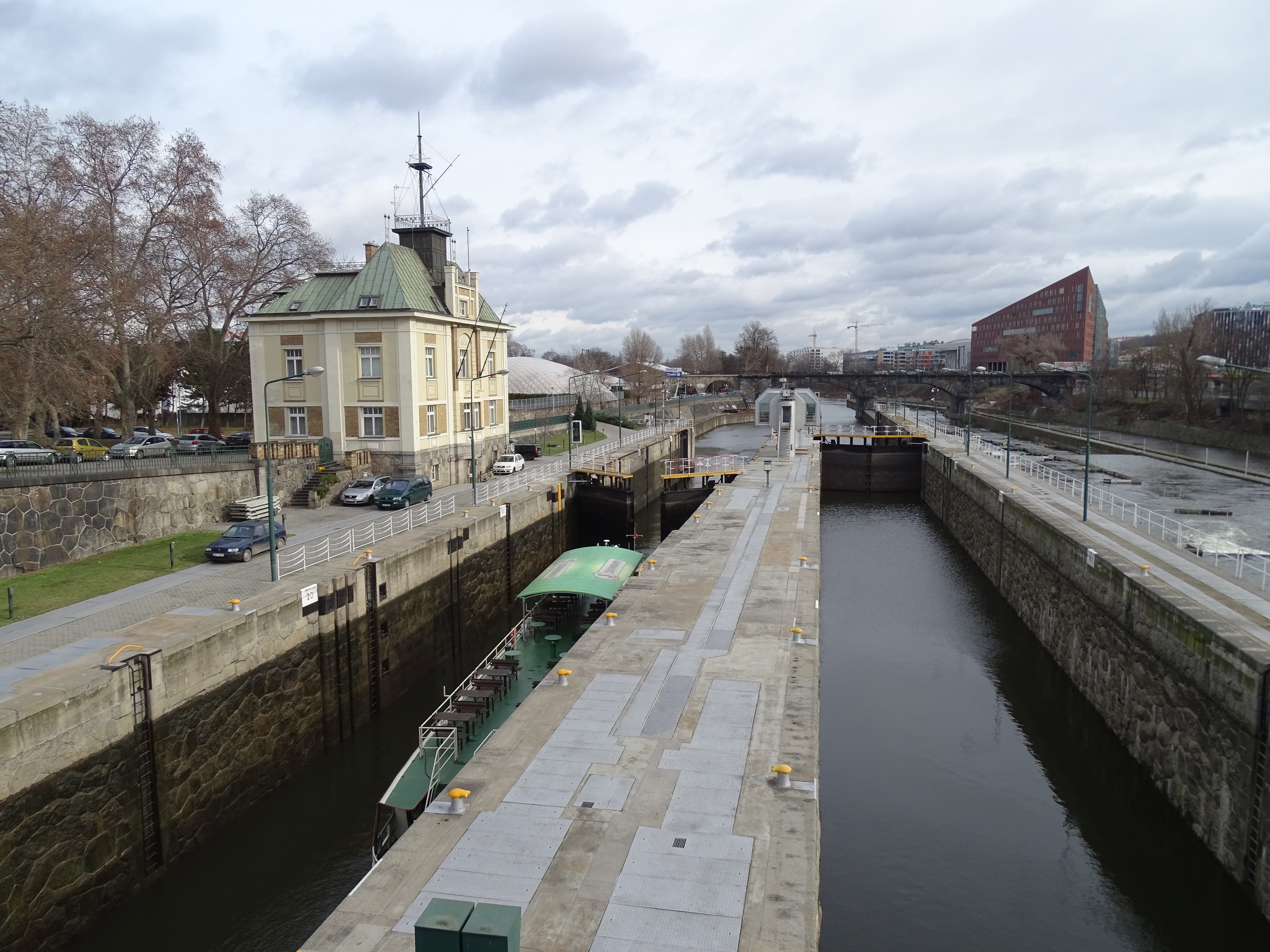
Plavební komory u Štvanice (2016)
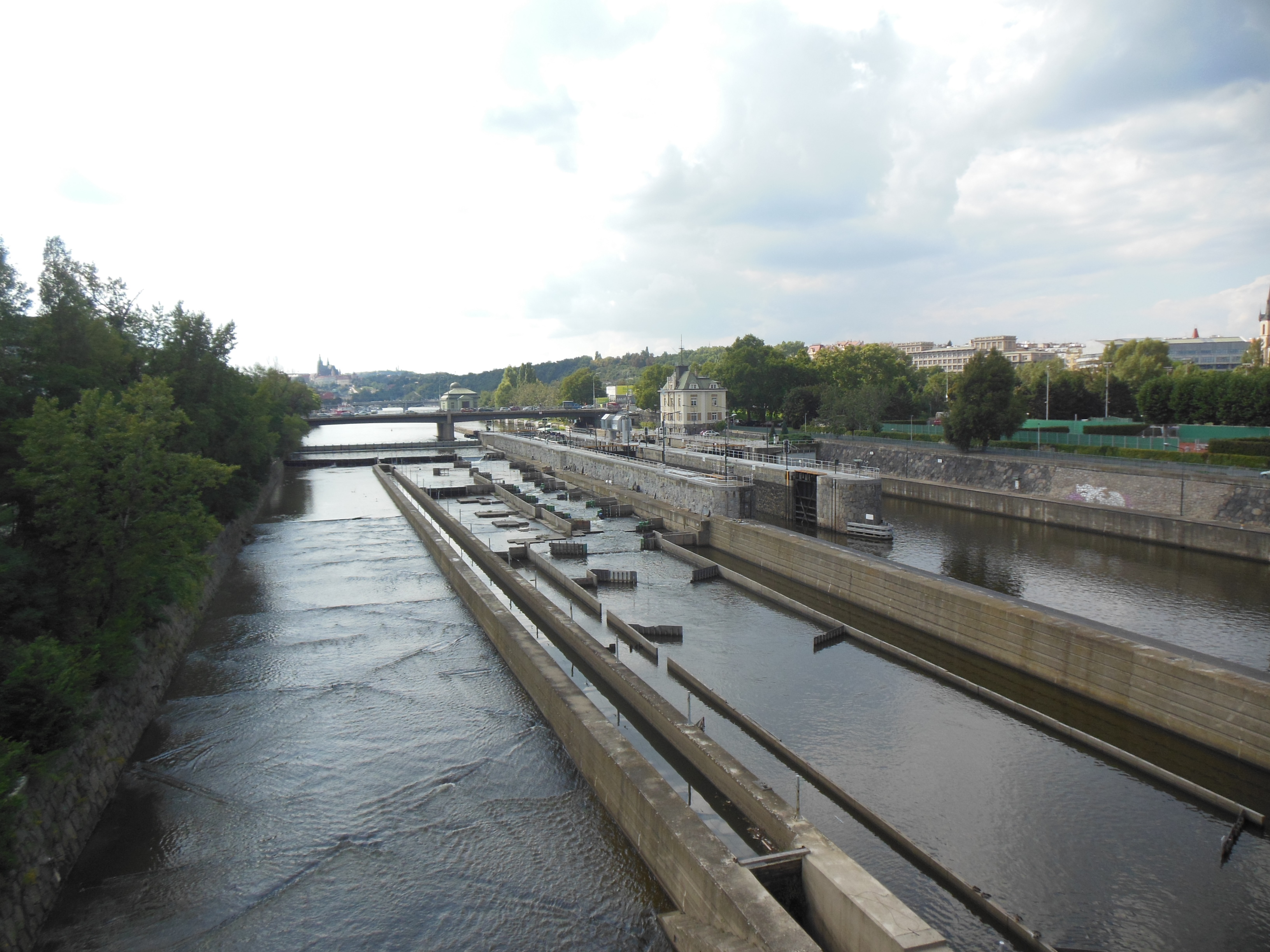
Sportovní kanál, pohled z Negrelliho viaduktu (2014)